# جرج برین
جرج برین (به انگلیسی: George Breen) (زادهٔ ۱۹ ژوئیهٔ ۱۹۳۵ - درگذشته ۹ نوامبر ۲۰۱۹) شناگر اهل ایالات متحده آمریکا بود.